# 沈爾喬
沈 爾喬（しん じきょう、1896年 〈光緖22年〉 - 没年不詳）は、中華民国の官僚・政治家。南京国民政府（汪兆銘政権）の要人。字は守約、号は大素。

## 事績
中国国民党浙江省党部執行委員兼婦女部部長をつとめたことがある。
1940年（民国29年）3月30日、汪兆銘（汪精衛）により南京国民政府が樹立されると、沈爾喬は審計部政務次長に任ぜられた。10月5日、浙江省政府（主席：汪瑞闓）が成立した際に沈は省政府委員兼民政庁庁長に起用されている。翌1941年（民国30年）1月24日に汪瑞闓が死去したため、2月8日に梅思平が後任となった。しかし、梅は中央で工商部部長などをつとめていたため、沈が省政府主席代理を同年8月29日までつとめた。その後、浙東行政公署行政長官、清郷委員会委員などを歴任する。1943年（民国32年）4月28日、浙江省第1区行政督察専員に任ぜられた。同年8月26日、趙毓松の後任として銓叙部部長に抜擢され、南京国民政府崩壊までその地位にあった。
汪兆銘政権崩壊後における沈爾喬の消息は不明である。ただし金雄伯（周仏海の腹心）によれば、1960年時点でも上海市で存命としている。

## 注
1. 1 2 3 4  劉国銘主編(2005)。
2. 1 2  劉寿林ほか編(1995)、1274頁。
3. ↑  劉寿林ほか編(1995)、1055頁。
4. ↑  劉寿林ほか編(1995)、1109頁。
5. ↑  劉寿林ほか編(1995)、1110頁。
6. ↑  劉寿林ほか編(1995)、1111頁。
7. ↑  劉寿林ほか編(1995)、1050頁。
8. ↑  金・池田(1960)、78頁。